# Traseism politic
Traseismul politic (în engleză party switching) este un fenomen politic care constă în schimbarea de către un politician a partidului politic care l-a propulsat într-o funcție. Din punct de vedere științific, nu a fost cercetat în amănunțime. Printre explicațiile găsite fenomenului este existența unui sistem de partide slab instituționalizat.
Traseismul are mai multe implicații normative, teoretice și substanțiale. Fenomenul este răspândit în multe state, chiar în cele mai stabile sisteme de partide. De exemplu în Italia, de-a lungul mandatului legislativ 1996-2001, un sfert dintre membrii camerei inferioare a parlamentului au schimbat partidul politic cel puțin o dată.